# CryptoBridge
CryptoBridge（クリプトブリッジ）は、かつて存在したBitSharesプラットフォームを使用した仮想通貨（暗号通貨）の取引を行う分散型取引所(DEX)およびゲートウェイ。
BitShares上の分散型取引所には他に、Openledger、RuDEX、GDEXがある。またCryptoBridgeで作成したアカウントはBitShresプラットフォーム共通の為、各BitShares対応サイトからログインする事ができる。日本円や米ドルなどの法定通貨は入金できず、ビットコインを基軸とした仮想通貨の取引が行われていた。

## 概要
特徴
仮想通貨取引所は通常オフチェーンで取引が行われるのが主流だが、CryptoBridgeでの取引はすべてBitSharesのブロックチェーンに記録される。取引はWebサイトの他に、Windows，MacOS，Linux用のElectron製クライアントで行うことができる。
ビジネスモデル
暗号通貨売買時に発生する0.2%の取引手数料収入、CryptoBridgeへ暗号通貨の上場を行う申請費用で成り立っている。上場の申請は暗号通貨発行者や暗号通貨コミュニティの代表者が行うケースがある。
取り扱い通貨
ビットコインを中心に2018年2月28日現在、126の暗号通貨を取り扱っている。

## BridgeCoin（BCO）
CryptoBridgeが発行する仮想通貨。最大供給量は27,000,000。
ステーキング機能
指定した期間コインをロックすることで、取引所で発生した取引手数料のうち50%がBCOのステーク量に応じて月に2回、利益分配が行われる。長期間コインをロックすることで最大2倍の支払いを受け取ることができる。支払いはCryptoBridgeの売買取引量に応じた各コインで支払われる。ステーキング中のコインは売買や送金を行うことはできない。期間終了後は任意のタイミングでロック解除の請求を行うことができる。請求を行わない場合は引き続き、利益分配を受取ることができる。

## 沿革
- 2017年
  - 8月28日：BitSahresプラットフォーム上にCryptoBridgeが構築される。
  - 11月23日：日本語に対応、Linux用バイナリが公開される。
  - 12月1日：BCOのステーキング機能が実装される。
  - 12月15日：BCOステーキングの支払いが初めて行われる。[1]
- 2019年
  - 12月15日：全てのサービスとサーバーを停止。